# Anatol (Aksionow)
Anatol, imię świeckie Władimir Aksionow (ur. 22 listopada 1958 w Peresławiu Zaleskim) – rosyjski biskup prawosławny.

## Życiorys
W latach 1974–1978 pracował jako kierowca, równocześnie ucząc się w technikum przemysłu chemicznego. W 1981 wstąpił do moskiewskiego seminarium duchownego, zaś w latach 1985–1989 ukończył wyższe studia teologiczne w Moskiewskiej Akademii Duchownej. Od sierpnia 1989 jest w niej wykładowcą. 16 czerwca 1987 złożył wieczyste śluby zakonne. Kolejno przyjmował święcenia na hierodiakona (28 czerwca 1987) i hieromnicha (18 lipca 1987). 10 kwietnia 1990 podniesiony do godności igumena.
22 stycznia 1994 został mianowany przełożonym monasterów św. Nikity i św. Daniela w Peresławiu Zaleskim. Kierował również odbudową monasteru św. Mikołaja w tym samym mieście. 7 kwietnia 1995 mianowany archimandrytą.
15 lutego 1998 miała miejsce jego chirotonia na biskupa perejasławsko-zaleskiego, wikariusza eparchii jarosławskiej i rostowskiej. Od 1998 do 2000 zarządzał eparchią magadańską. W październiku 2000 został biskupem pomocniczym eparchii tobolskiej z tytułem biskupa jałutoporskiego. W 2001 odszedł w stan spoczynku.
W październiku 2010 Święty Synod Rosyjskiego Kościoła Prawosławnego wyznaczył go do objęcia katedry kustanajskiej w ramach Metropolitalnego Okręgu Rosyjskiego Kościoła Prawosławnego w Republice Kazachstanu.
W 2020 r. został przeniesiony w stan spoczynku w związku z nieprawidłowościami w zarządzaniu eparchią.